# L'Auberge des musiciens
L'Auberge des musiciens sont les mémoires de Léon Poliakov parues en 1981.
L’Auberge des musiciens était le nom de code du « Café de la belote » un café-restaurant-épicerie de la Ville de La Ricamarie, faubourg de Saint-Étienne.
Robert Paul, pseudonyme de Léon Poliakov dans la clandestinité durant la Seconde Guerre mondiale et l'occupation de la France par les forces armées du IIIe Reich épaulées par leurs supplétifs du régime de Vichy, y trouva souvent refuge. Il devint membre d'un réseau de résistants en compagnie du propriétaire des lieux, devenu son ami pour la vie, Oswaldo Bardone. Un long chapitre des mémoires de Léon Poliakov est consacré à cet épisode de sa vie.
L'ouvrage aborde aussi son enfance russe (son père le prénomme Léon en hommage à Tolstoï) son adolescence et son passage à l'âge adulte en Allemagne puis en France (l'affaire du Pariser Tageblatt où il restaure l'honneur de son père) et ce qu'il est devenu ensuite, un historien de réputation mondiale. 
Publié par les éditions Mazarine en 1981, l'ouvrage est réédité avec un autre titre (Léon Poliakov, Mémoires) en 1999 par les éditions Grancher.